# Brasil na Copa do Mundo FIFA
Sede de duas Copas do Mundo (1950 e 2014) masculinas, o Brasil é a única seleção a participar de todas as edições do evento e a maior vencedora da competição, com cinco títulos, todos fora de casa e invictos. Na edição de 2018, o Brasil foi a primeira seleção a ser classificada, com quatro rodadas de antecedência nas eliminatórias da América do Sul.

## Uruguai1930
O Brasil esteve presente para a disputa da 1ª Copa do Mundo, que se realizaria no Uruguai. Mas um desentendimento entre times do Estado do Rio de Janeiro e times do Estado de São Paulo, ao preparar a escolha de seus jogadores, fez com que os melhores jogadores não participassem. A seleção entrou em um triangular entre Iugoslávia e Bolívia, onde somente o primeiro do grupo se classificaria. No 1º jogo, perderia pra Iugoslávia por 2–1 e no 2º jogo golearia a Bolívia em 4–0, mas seria eliminado na 1ª fase desta Copa.

## Reino da Itália1934
Na Copa de 1934, o Brasil foi eliminado ainda na primeira partida, no jogo contra a Espanha, perdendo por 3–1.
A eliminação brasileira perante a Espanha foi marcada por uma arbitragem controversa. Os jogadores brasileiros reclamaram do árbitro alemão Alfred Birlem, que anulou um gol de Luisinho quando a partida ainda estava em 2–1 para a Espanha (segundo os brasileiros, o gol foi legal), e o zagueiro espanhol Quincoces tirou com a mão uma bola, chutada pelo brasileiro Patesko, no momento em que a bola ia entrar no gol. O árbitro não marcou o pênalti. Porém, em um outro lance, o árbitro marcou um pênalti a favor do Brasil, batido por Valdemar de Brito e defendido pelo goleiro espanhol Zamora.

## França1938
Na França, a Seleção Brasileira obteve o 3º lugar, sua melhor colocação até então nas Copas do Mundo. Eliminou a Polônia nas oitavas de final por 6–5, e a Tchecoslováquia nas quartas por 3–2, perdendo para a Itália na semifinal por 2–1. Ganhou da Suécia na disputa do 3º lugar por 4–2. O brasileiro Leônidas da Silva, conhecido como Diamante Negro, foi o artilheiro da competição com sete gols.
A eliminação brasileira foi controversa. O segundo gol italiano derivou-se de pênalti, cometido por Domingos da Guia sobre o italiano Piola. Domingos agrediu Piola em revide a uma agressão deste, que o árbitro (o suíço Hans Wüthrich) desconsiderou, marcando apenas a infração do brasileiro. Ademais, algumas fontes afirmam que, no momento do ocorrido, a bola não estava em jogo, havia saído pela linha de fundo, de modo que a marcação do pênalti teria sido ilegal. Outras fontes alegam que a bola não havia saído, porém que estava fora do lance, longe de Domingos da Guia e Piola, de modo que a marcação do pênalti teria sido, no mínimo, desnecessariamente rigorosa. Não só a imprensa brasileira, mas também a imprensa do país-sede da Copa, a França, considerou a marcação do pênalti rigorosa demais. O Brasil chegou a fazer protesto formal à FIFA contra o juiz suíço Hans Wüthrich pela marcação do pênalti, porém a FIFA homologou o resultado final da partida. O jornalista francês A Chantrel escreveu que o árbitro deveria ter expulsado Domingos da Guia, mas jamais ter dado pênalti, pois a bola não estava em jogo, porém esse jornalista afirma que a Itália dominou o Brasil no jogo.
Além disso, Leônidas, considerado o melhor jogador do Brasil, desfalcou o Brasil contra a Itália por exaustão muscular, mas 3 dias depois disputou a decisão de 3º lugar contra a Suécia, marcando 2 gols. A "rápida" recuperação de Leônidas gerou calúnias e "teorias da conspiração" de que Leônidas teria sido "comprado" pela Itália, ou que o próprio Leônidas teria fingido suas dores musculares como forma de buscar uma melhor premiação financeira (o popular "bicho") por jogar. Leônidas processou o autor das acusações.

## Brasil1950
Na Copa do Mundo de 1950, a Seleção Brasileira era como favorita ao título. Classificou-se em 1º lugar em seu grupo na 1ª fase e, no quadrangular final, goleou a Suécia por 7–1 e a Espanha por 6–1. O Brasil precisava somente de um empate contra o Uruguai para obter o título, porém o Uruguai venceu o Brasil por 2–1, de virada. A partida foi realizada no estádio do Maracanã, construído especialmente para a Copa. A decepção foi tão grande que o fato passou a ser chamado de "Maracanazo" pela imprensa de língua espanhola; em português, Maracanaço.

## Suíça1954
Na Copa do Mundo de 1954, o Brasil pela primeira vez usou o uniforme com a camisa amarela e o calção azul. O Brasil conseguiu se classificar para a segunda fase da Copa, vencendo o México por 5–0 e empatando com a Iugoslávia por 1–1, mas nas quartas de final enfrentou a poderosa Hungria de Kocsis e Puskás, sensação daquela Copa, e perdeu de 4–2, sendo eliminada. Um fato curioso na primeira fase da competição: segundo o jogador Djalma Santos, os jogadores do Brasil não sabiam que o empate com a Iugoslávia classificaria ambas as equipes para a segunda fase da Copa, e não "desaceleraram" o ritmo da partida; os jogadores iugoslavos gesticulavam aos brasileiros para que "desacelerassem" a partida, mas os brasileiros não entendiam e "se matavam" de correr em campo. Após o empate, os jogadores brasileiros foram para o vestiário achando que estavam desclassificados da Copa, e apenas no vestiário foram informados que o Brasil também estava classificado.
Antes do início da partida com a Hungria, o vestiário do Brasil foi invadido por dirigentes dispostos a estimular o time com exortações patrióticas. O Senador da República, João Lira Filho, fez um discurso onde comparava os jogadores aos Inconfidentes Mineiros e, desfilando com uma bandeira usada pela Força Expedicionária Brasileira na Segunda Guerra Mundial, obrigou os jogadores a beijar a bandeira. Segundo o testemunho do lateral-esquerdo Nílton Santos, o time entrou em campo com os nervos à flor da pele. Segundo o lateral-direito Djalma Santos: "Na véspera do jogo contra a Hungria, o jantar terminou às 19h e ficamos ouvindo os dirigentes falarem até as 23h. Eles fizeram do Puskás um monstro, um deles. E ele nem jogou aquela partida. Ficaram falando que nós tínhamos que honrar a nossa bandeira, que isso, que aquilo... Teve jogador que nem dormiu depois de tudo que eles falaram."
A partida entre Brasil e Hungria ficou posteriormente conhecida como Batalha de Berna, em função da briga generalizada que ocorreu após a partida, envolvendo jogadores e comissão técnica de ambos os países. Os brasileiros ficaram revoltados com a atuação do árbitro inglês Arthur Ellis, sobretudo pela postura do mesmo sobre a violência dos jogadores húngaros, do 2º e o 4º gols húngaros (que os brasileiros consideraram que houve impedimento), da marcação de pênalti contra o Brasil por alegado toque de mão do zagueiro Pinheiro, que resultou no 3º gol húngaro, e da não marcação de um pênalti a favor do Brasil, em cima do ponta Julinho Botelho, ao fim do jogo.
Mário Vianna, árbitro brasileiro do quadro da FIFA que estava comentando a partida para uma emissora carioca, chamou o Comitê de Arbitragem da FIFA de "camarilha de ladrões", acusou o árbitro Arthur Ellis de ser "ladrão, comunista, covarde, rateiro" e de por isso ter beneficiado a Hungria, e afirmou que aplicaria um "corretivo" no árbitro inglês. Tais atitudes valeram a Mário Vianna sua exclusão do quadro de árbitros da FIFA. Numa entrevista à Revista Placar em 1981, Vianna afirmou que viu o jogador húngaro Puskás ir ao quarto de hotel do árbitro Arthur Ellis no dia anterior à realização da partida e ficar lá mais de uma hora. Por isso, Vianna ficou desconfiado, e a arbitragem de Ellis, segundo ele, acabou por confirmar suas suspeitas.
No que diz respeito pelo menos ao 2º e ao 4º gols da Hungria (sobre os quais os brasileiros reclamaram de impedimento), o vídeo da partida mostra que os gols foram marcados em posição legal; comentando o mesmo vídeo para a TV Cultura, o ponta Julinho Botelho afirma que o pênalti marcado a favor da Hungria foi inexistente e que ele sofreu pênalti não marcado pelo árbitro.

## Suécia1958
A seleção ficou em 1º lugar num grupo que continha Inglaterra, União Soviética e Áustria; venceu o País de Gales nas quartas de final; na semifinal, goleou a França por 5–2. A final foi disputada no Estádio Råsunda entre Brasil e Suécia. O Brasil jogou de camisa azul, pois ambos os times tinham o uniforme nº 1 em cor amarela. A Seleção Brasileira venceu por 5–2, mesmo placar que aplicara na semifinal. Nessa partida, a seleção teve jogadores como Pelé, Vavá, Bellini, Zito, Mazzola, Garrincha, Didi, Gilmar e Zagallo. A Copa marcou para o mundo o surgimento de Edson Arantes do Nascimento - o Pelé - com apenas 17 anos.

## Chile1962
A seleção logrou seu bicampeonato nesta Copa. O Brasil se classificou em 1º lugar do grupo, na primeira fase. Eliminou a Inglaterra nas quartas de final e o Chile na semifinal. Na final, o Brasil venceu a Tchecoslováquia por 3–1. Os jogadores Garrincha, Vavá, Djalma Santos, Nílton Santos e Zagallo foram destaques, tendo Pelé se contundido e sido substituído por Amarildo. Vavá tornou-se o grande goleador dos dois primeiros títulos mundiais do Brasil.

## Inglaterra1966
Na busca pelo tricampeonato, a Seleção Brasileira apresentou desorganização, chegando a convocar mais de 40 jogadores antes da realização dos cortes num processo marcado por politicagens. Porém, havia no país a sensação de confiança de que o Brasil ficaria com o título. A Seleção, no entanto, acabou eliminada ainda na primeira fase, após vencer a frágil Bulgária por 2–0 com gols de bola parada de Pelé e Garrincha, e perder para Hungria e Portugal (ambas as derrotas foram por 3–1). O jogo contra Portugal foi marcado pelas jogadas violentas contra Pelé que acabou se machucando, com "destaque" para as duas entradas violentíssimas do português Morais, que tirou Pelé de campo, mas não foi expulso nem advertido pelo árbitro inglês, George McCabe.
O Brasil estava irreconhecível: em nenhum momento o time jogou bem. Ficaram evidentes a falta de comando e a ausência de um esquema de jogo, com Pelé caçado em campo e Garrincha decadente. Devido às faltas duras dos búlgaros, Pelé não jogou contra a Hungria. Contra Portugal, Garrincha ficou na reserva. O jogo contra a Bulgária foi, portanto, a última partida em que Pelé e Garrincha atuaram juntos pela Seleção (com a dupla em campo, o Brasil nunca perdeu).
Logo após a eliminação brasileira perante Portugal, o então presidente da CBD João Havelange acusou os árbitros ingleses de deliberadamente prejudicarem o Brasil, por não terem coibido a violência dos adversários do Brasil, ressaltando que entre os 9 árbitros (3 árbitros e 6 auxiliares/"bandeirinhas") dos jogos do Brasil, 7 eram britânicos, adicionando também que o Brasil teve nada menos que 5 jogadores contundidos em apenas 3 partidas. Mesmo na partida do Brasil que terminou com vitória brasileira, o Brasil 2 X 0 Bulgária, houve reclamações da Delegação Brasileira, quanto à violência dos adversários, não coibida pelo árbitro da partida, o alemão-ocidental Kurt Tschenscher. Na verdade, Havelange já fazia essas denúncias ainda antes da eliminação do Brasil; já após a vitória brasileira sobre a Bulgária, o primeiro jogo do Brasil na Copa, Havelange denunciou pela primeira vez o que considerou "recursos mesquinhos" de uma "trama inglesa". Em uma entrevista ao jornal Folha de S. Paulo 42 anos depois, em 26/06/2008, Havelange reafirmou suas acusações, dizendo que a Copa de 1966 foi desde o início "armada" pelo então presidente da FIFA Stanley Rous (inglês) para ser vencida pela Inglaterra. Na segunda fase da Copa, a polêmica arbitragem na partida em que a Alemanha Ocidental eliminou o Uruguai, partida apitada por um árbitro inglês, e a também polêmica arbitragem na partida em que a Inglaterra eliminou a Argentina, partida apitada por um árbitro alemão-ocidental, levaram ao surgimento da hipótese de que a Copa de 1966 teria sido "armada" para prejudicar os sul-americanos e beneficiar os europeus (em particular a Inglaterra), teoria que tem como defensores João Havelange e o técnico e ex-jogador uruguaio Óscar Tabárez. A imprensa, já na época, registrou a forma como a Inglaterra parecia mesmo estar sendo ajudada na Copa: após a vitória de 2–1 da Inglaterra sobre Portugal na nas semifinais da Copa, o Jornal do Brasil registrou que aquela havia sido a única partida da Inglaterra em que o árbitro foi integralmente imparcial.

## México1970
Em 1970, a Seleção Brasileira, para evitar a repetição da decepção de 1966, realizou grande preparo físico e de organização antes da Copa, tendo sido considerada uma das melhores seleções brasileiras da história, senão a melhor. O técnico era Zagallo.
Uma campanha irretocável do Brasil. Na primeira fase, o Brasil derrotou todos os seus adversários: a bi-vice-campeã mundial Tchecoslováquia, a então campeã Inglaterra e a Romênia. Nas quartas de final, eliminou por 4–2 o Peru, treinado pelo brasileiro Didi. Nas semifinais, o prelúdio de um possível tricampeonato: os então bicampeões mundiais Brasil e Uruguai se enfrentaram, com vitória brasileira por 3–1, com a vitória sendo saudada pelo público brasileiro como o "troco" pelo Maracanaço - e acabou sendo o "troco" definitivo mesmo, pois Brasil e Uruguai jamais voltaram a se enfrentar em Copas do Mundo.
Brasil e Itália, então bicampeões mundiais, duelaram na final, no estádio Azteca, no México, disputando o título de Primeira Seleção Tricampeã Mundial, que conquistaria em definitivo a Taça Jules Rimet. O Brasil venceria por 4–1, goleando sua rival.
Em 2007, a revista inglesa World Soccer, numa pesquisa realizada entre especialistas de futebol de todo o mundo, elegeu a seleção brasileira de 1970 como o maior time de futebol de todos os tempos.

## Alemanha Ocidental1974
Zagallo e sua equipe, agora sem Pelé, tentaram o tetracampeonato. Porém, a Seleção não resistiu à inovação colocada em campo pela Laranja Mecânica dos Países Baixos, sendo eliminada pela mesma, e acabou em quarto lugar na Copa, após perder a decisão de 3º lugar para a Polônia.
A partida entre Brasil e Países Baixos, que selou a eliminação brasileira, foi marcada pela violência de ambas as partes. Logo após a partida, Zagallo acusou o árbitro, o alemão-ocidental Kurt Tschenscher, de ter coibido apenas a violência brasileira, mas não a neerlandesa. Em uma entrevista ao jornal Folha de S. Paulo em 2008, João Havelange acusou o árbitro de deliberadamente prejudicar o Brasil, como "retaliação" de Stanley Rous à vitória de Havelange na eleição para a presidência da FIFA em 1974: "Em 74, fui eleito [Fifa]. Era demais ser eleito e ganhar a Copa, cortaram-me todo o capim embaixo dos pés...; Ele chegou ao estádio para ver Brasil x Países Baixos, e o Stanley Rous me botou o [árbitro Kurt] Tschenscher, da Alemanha, que já tinha 50 anos e apitou o último jogo da carreira. E me jogou para córner." Esse mesmo árbitro (Kurt Tschenscher) apitou Brasil 2–0 Bulgária, da Copa do Mundo de 1966, jogo após o qual ele foi acusado, pela Delegação Brasileira, de ter permitido extrema violência dos jogadores búlgaros contra os brasileiros, sobretudo contra Pelé.
Além disso, antes da realização daquele Brasil x Países Baixos, já se sabia que o vencedor da partida enfrentaria a Alemanha Ocidental na final da Copa, o que foi outro fator de críticas à escalação de Tschenscher, um alemão ocidental, para apitar aquela partida.
Marinho Chagas, lateral da seleção brasileira na Copa de 1974, também afirmou em entrevista que "descontaram na seleção brasileira a vitória de João Havelange na eleição de 1974 para a presidência da FIFA", que por isso o Brasil "já sabia que não ia ganhar a Copa do Mundo" e que o local da partida foi alterado de Essen para Dortmund porque esta cidade era mais próxima à fronteira entre Alemanha e Países Baixos, de modo que na partida houvesse mais torcedores neerlandeses.

## Argentina1978
A Copa da Argentina é certamente a mais suspeita das Copas. Nesta Copa, o técnico Cláudio Coutinho criou uma das jóias do anedotário futebolístico ao afirmar que o Brasil foi o "campeão moral" da competição, por não ter perdido nenhuma partida; antes da Copa, Coutinho inovava o vocabulário futebolístico brasileiro, falando em "overlapping" e "ponto futuro".
No primeiro jogo, o Brasil empatou com a Suécia por 1–1. Neste jogo, um lance incomum: no último lance do jogo, há um escanteio a favor do Brasil. A bola é centrada na área e Zico marca o gol. Mas o árbitro galês Clive Thomas anulou o gol, argumentando que encerrou o jogo com a bola no ar. Porém, o vídeo do lance mostra claramente que foi apenas após a bola entrar no gol que Clive Thomas sinalizou o fim da partida. O Brasil ainda empatou com a Espanha em 0–0. E só se classificou para a segunda fase da competição ao vencer a Áustria no terceiro jogo por 1–0, gol de Roberto Dinamite. Mesmo com a derrota, a Áustria, que vencera os dois primeiros jogos, ficou com a outra vaga. Se Clive Thomas não houvesse anulado o gol de Zico, o Brasil teria terminado a primeira fase da Copa como primeiro colocado do Grupo, e não teria caído no mesmo grupo da Argentina na segunda fase da Copa; teria caído no outro grupo, e muito possivelmente teria tido mais sorte na Copa.
Na segunda fase da Copa, no grupo de Brasil e Argentina, ocorreu uma das maiores (senão a maior) polêmicas da história das Copas. Na primeira rodada, o Brasil venceu o Peru por 3–0 e a Argentina passou pela Polônia por 2–0. Na segunda rodada, a Polônia derrotou o Peru por 1–0 (acabando com as chances peruanas de título), e logo depois argentinos e brasileiros empataram por 0–0 (acabando com as chances peruanas de chegar à decisão de 3º lugar). Este empate seria fatal para o Brasil. Na última rodada, o Brasil venceu a Polônia por 3–1. Com este resultado, restava à Argentina vencer o Peru por 4 gols de diferença, para poder chegar à final da Copa. A Argentina acabou vencendo por 6–0. Uma curiosidade: o goleiro peruano, Ramón Quiroga, era argentino de nascimento, e falhou em vários gols. Ademais, o horário dos jogos foi modificado, e o jogo Argentina x Peru foi disputado após o jogo Brasil x Polônia, dando à equipe argentina a vantagem de saber, de antemão, por qual resultado precisaria ganhar para chegar à final da Copa. A partida Argentina 6–0 Peru de 1978 gerou um número de "teorias da conspiração": de que os argentinos teriam "comprado" o jogo, ou que a ditadura argentina teria ameaçado os jogadores do Peru. Um fato real, confirmado posteriormente por jogadores do Peru, era que o então ditador Jorge Rafael Videla visitou o vestiário peruano antes do jogo, acompanhado do ex-Secretário de Estado dos EUA Henry Kissinger, e falou em "solidariedade latina".
Por outro lado, é bastante plausível que, dado que a Argentina entrou em campo contra o Peru já sabendo de antemão de que resultado ia precisar ganhar para chegar à final (4–0), tais "teorias da conspiração" iriam ocorrer de qualquer jeito, mesmo que a Argentina tivesse vencido por "apenas" 4–0 e não por 6–0. Assim, vale observar: se o Brasil (jogando em país neutro contra os peruanos) foi capaz de fazer 3–0 num Peru que naquele momento ainda tinha chances de ir à final da competição, será que a Argentina (jogando "em casa") não seria capaz de fazer 4–0 num Peru que naquela altura já não tinha chance de nada, nem de ir à final da competição nem à disputa de 3º lugar? Neste mesmo sentido, Ubaldo Fillol, o goleiro argentino, teria dito: "O Brasil não fez 3–0 em cima do Peru? Fez e teve chances de fazer mais. Acontece que nós dependíamos de quatro gols e aproveitamos todas as chances."
Ao Brasil, restou vencer a Itália na decisão de 3º lugar. A deleção, porém, jamais recebeu qualquer medalha, tornando-se a primeira e única vez em que uma Seleção que terminou em 3º colocado não foi premiada. Segundo a CBF "não há registro de entrada ou recebimento das medalhas pelo 3º lugar na Copa do Mundo de 1978 na CBF. No acervo cadastrado, está apenas uma placa pela participação da Seleção Brasileira, independentemente da posição, dada a todos os participantes.
O técnico Cláudio Coutinho do Brasil, e o chefe da delegação brasileira, Carlos Alberto Cavalheiro, fizeram críticas duras à postura da seleção peruana no 6–0 contra a Argentina, e criticaram o fato do jogo Argentina x Peru ter sido realizado em horário posterior ao jogo Brasil x Polônia.
Curiosidade: na Copa do Mundo, em 1966, o planejamento da Comissão Técnica do Brasil, antes do jogo contra Portugal, foi baseado na hipótese de que a Bulgária poderia "entregar" sua partida contra Hungria, na última Rodada da 1ª fase, beneficiando a Hungria e prejudicando o Brasil. Já na Copa de 1978, aparentemente a Comissão Técnica brasileira não cogitou a possibilidade de que o Peru poderia entregar seu jogo contra a Argentina.
A Copa do Mundo de 1978 foi a primeira organizada com João Havelange na presidência da FIFA. Ele afirmou acreditar que não houve nenhuma "armação" naquela Copa, preferindo culpar o próprio Brasil pelo seu insucesso, e ressaltando que, no jogo Peru x Argentina, o Peru acertou uma bola na trave no início do jogo, o que dificilmente configura uma postura de um time que queira "entregar" o jogo. Segundo Havelange: "Não tenho nada a ver, mas dias antes o Brasil jogou com o Peru. Fui ao vestiário e disse que precisava ganhar de muito para ter saldo de gols. Ficaram o tempo passando a bola: 3–0. E não se esqueça: o time do Peru estava na terceira Copa, todos tinham mais de 30 anos. Não faziam tecnicamente um jogo bonito, e eficiência física nenhuma. Quando o Brasil jogou com a Argentina, fui ao vestiário e disse que precisávamos ganhar o jogo para sermos campeões. Disseram-me que iam jogar pelo empate. Lembre-se de que o Rivellino não entrou em campo. Empatamos. O Peru jogou e, se o senhor ver o filme do jogo, com dez minutos botou uma na trave. Se entra, tinha ganho de 10–0. O time do Peru não tinha perna para jogar."

## Espanha1982
A Seleção Brasileira possuía grandes jogadores como Zico, Sócrates e Falcão, comandados pelo técnico Telê Santana.
A seleção foi eliminada pela Itália, por 3–2, com todos os gols italianos marcados por Paolo Rossi, na última partida do Brasil no Grupo 3 da segunda fase da competição, numa partida em que o empate bastava ao Brasil para se classificar. A partida foi apelidada de "Tragédia do Sarriá" pelo jornal e rede de televisão O Globo. Até então, a campanha brasileira registrava apenas vitórias na competição, sobre União Soviética, Escócia e Nova Zelândia, na 1ª fase da Copa, e Argentina, na 2ª fase da Copa.
Após aquele jogo, parte da imprensa brasileira, sobretudo jornal e rede de televisão O Globo, têm defendido a visão de que aquela seleção estava entre as melhores da história do Brasil, que aquela seleção teria "encantado o mundo", e que a eliminação para a Itália teria sido um "acidente", uma "tragédia" (daí o nome "Tragédia do Sarriá"). Outra corrente prefere dar crédito à qualidade da seleção italiana: por exemplo, o livro Guia Politicamente Incorreto do Futebol, de Jones Rossi e Leonardo Mendes Júnior, dedica um dos seus capítulos a defender a ideia de que a derrota do Brasil foi merecida frente a uma seleção italiana que, na verdade, era simplesmente melhor que a brasileira.
Um lance da "Tragédia do Sarriá" que seria frequentemente lembrado e lamentado pela imprensa brasileira, seria o pênalti cometido por Claudio Gentile em Zico (Gentile rasgou a camisa de Zico com um puxão), não marcado pelo árbitro israelense Abraham Klein, sob o argumento de que Zico se encontrava em impedimento no momento do puxão. Porém, não apenas os brasileiros, mas também os italianos, reclamaram de erros de arbitragem naquela partida: em entrevista em 2010, o ex-goleiro italiano Dino Zoff, que participou daquela partida, foi perguntado sobre o pênalti em Zico, e como resposta, preferiu lembrar do gol legítimo e mal-anulado de Antognoni, gol em posição legal que foi anulado como se estivesse em impedimento, e que teria sido o quarto gol da Itália na partida. Anos depois, o árbitro da partida, Abraham Klein, deu uma entrevista admitindo que prejudicou o Brasil ao não assinalar o pênalti em Zico, mas lembrou também que anulou incorretamente o quarto gol legítimo da Itália.

## México1986
O Brasil venceria seus três adversários na primeira fase (Espanha, Argélia e Irlanda do Norte), ficando em 1º colocado em seu grupo na 1ª fase, golearia a Polônia por 4–0 nas oitavas de final, e seria eliminado nas quartas de final pela França, nos pênaltis, na partida em que Zico perdeu um pênalti ao decorrer do jogo.

## Itália1990
O Brasil venceu seus três jogos na primeira fase (Escócia, Suécia e Costa Rica), ficando em 1º colocado em seu grupo na 1ª fase, e foi eliminado nas oitavas de final pela então campeã Argentina, numa partida em que o lateral-esquerdo Branco sentiu-se sonolento porque bebeu água "batizada" com sonífero, oferecida a ele pelos argentinos.

## Estados Unidos1994
Na fase de grupos, o Brasil vencera a Rússia, os Camarões e empatando com a Suécia, ficando em primeiro do seu grupo. Nas oitavas de final, vitória de 1–0 sobre o anfitrião EUA, em 4 de julho - Dia da Independência dos Estados Unidos. Nas quartas de final, vitória de 3–2 sobre os Países Baixos. Nas semifinal, vitória sobre a Suécia por 1–0. A final seria contra a Itália. O técnico era Carlos Alberto Parreira.
Assim como em 1970, Brasil e Itália fizeram a final em que surgiria a primeira seleção tricampeã mundial de futebol, em 1994 Brasil e Itália fizeram a final em que surgiria a primeira seleção tetracampeã mundial de futebol. Numa partida sem gols, Brasil e Itália fizeram a primeira final de Copa do Mundo definida por pênaltis. O tetracampeonato brasileiro veio após o italiano Roberto Baggio mandar a bola acima do travessão e a sequência de cobranças de pênaltis finalizar em 3–2 a favor do Brasil.

## França1998
Antes da final, o Brasil ficara em primeiro no seu grupo, vencendo a Escócia por 2–1 e Marrocos por 3–0, e perdendo para a Noruega por 2–1. Na segunda fase, golearia o Chile por 4–1, venceria a Dinamarca por 3–2 e empataria com os Países Baixos por 1–1 no tempo normal, e 4–2 nos pênaltis, vindo posteriormente a final contra a França.
A derrota brasileira para a Noruega, por 2–1, foi a primeira derrota do Brasil em Primeira Fase de Copa do Mundo desde 1966. O segundo gol norueguês foi um pênalti, cometido por Júnior Baiano, puxando o norueguês Tore Flo pela camisa. Como Júnior Baiano negava ter feito o pênalti, e as imagens de TV do lance demoraram a ser disponibilizadas pela FIFA, houve questionamentos à arbitragem, que cessaram quando as imagens de TV foram disponibilizadas e comprovaram o pênalti.
Na final, o Brasil foi derrotado pela anfitriã França por 3–0. Antes de iniciada a partida, foi divulgada a escalação do Brasil, com Edmundo no lugar de Ronaldo. Posteriormente, a escalação foi alterada, tendo Ronaldo disputado a partida.
A justificativa para o fato, um suposto "mal-estar" de Ronaldo cujas razões não foram devidamente explicadas, (chegou-se a muito falar em convulsões, ataque epilético, crise nervosa, "acovardamento" de Ronaldo em disputar a final, envenenamento pelo cozinheiro francês, brigas entre os pais do jogador impactando-o emocionalmente, e até que Ronaldo entrou em depressão por cogitar que era traído por sua então namorada Susana Werner com o jornalista Pedro Bial) aliado à atuação completamente apática da equipe perante a França, e os fatos de que Ronaldo posteriormente jamais explicou devidamente o que ocorreu, tudo isso gerou "teorias da conspiração" de que o Brasil teria "vendido" a final para a França. Em 1998, uma "corrente de e-mails" chegou a tornar-se muito difundida apregoando a ideia da "venda" da final de 1998. Porém, tratava-se de acusações falsas: para citar apenas uma das "coisas estranhas" da citada "corrente de e-mails", o dito texto atribui à Nike a iniciativa de que o Brasil "vendesse" a final da Copa de 1998 para a França, sem explicar por que a Nike iria querer que a seleção patrocinada por ela (o Brasil) vendesse a final da Copa para a França (à época patrocinada pela Adidas, a maior rival da Nike no mercado de uniformes esportivos). Comprovando a inveracidade da dita "corrente de e-mails", esta continuaria sendo enviada por anos, com o mesmo texto mas fazendo referência a diversas outras pessoas e competições.
A explicação mais direta e simples (e talvez verdadeira) sobre o que acometeu Ronaldo foi a dada pelo lateral-esquerdo Roberto Carlos: "ele amarelou mais do que a camisa". Na gíria do português brasileiro, amarelar significa acovardar-se.
Outra corrente prefere dar crédito à qualidade da seleção francesa: por exemplo, o livro Guia Politicamente Incorreto do Futebol, de Jones Rossi e Leonardo Mendes Júnior, dedica um dos seus capítulos a defender a ideia de que a derrota do Brasil foi merecida frente a uma seleção francesa que, na verdade, era simplesmente melhor que a brasileira. Seleção francesa que, dois anos depois, em 2000, seria campeã da Eurocopa.
Independente de quaisquer "teorias da conspiração", a inegável atipicidade da situação que envolveu Ronaldo e a subsequente apatia da atuação brasileira contra a França fizeram daquele jogo a primeira partida de Copa do Mundo que foi discutida numa Comissão Parlamentar de Inquérito (CPI) no Brasil.

## Coreia do Sul/Japão2002
A seleção brasileira, na preparação para a Copa, não vinha apresentando bons resultados: o Brasil havia sido eliminado da Copa das Confederações e da Copa América, neste último caso perdendo para a seleção de Honduras. Porém, na Copa do Mundo, a Seleção de Rivaldo, Ronaldo e Ronaldinho Gaúcho obteve uma campanha numericamente perfeita, com 100% de aproveitamento: sete vitórias em sete jogos, contra Turquia, China, Costa Rica, Bélgica, Inglaterra, novamente Turquia e Alemanha. Ronaldo marcou os dois únicos gols na final, contra a Alemanha. Em 1970, o Brasil se tornara a primeira seleção tricampeã mundial, em 1994 se tornara a primeira tetracampeã, e em 2002, a primeira e única até hoje pentacampeã.

## Alemanha2006
A Seleção Brasileira iniciou a competição como natural favorita, devido a ter participado das últimas três finais de Copa (1994, 1998 e 2002), com dois títulos (1994 e 2002). Porém, a seleção não inspirava confiança à todos: havia "farras" na concentração e jogadores apresentando-se bastante acima do peso ideal. O Brasil passou da primeira fase, vencendo os 3 adversários (Croácia, Austrália e Japão), massacrou Gana por 3–0 nas oitavas de final, e foi eliminado nas quartas de final pela França, por 1–0, com gol de Thierry Henry.
Tamanho era o clima de "já ganhou" e a falta de comprometimento de alguns jogadores durante a Copa de 2006, que o próprio técnico Carlos Alberto Parreira acusou os jogadores explicitamente em uma entrevista: "Não posso fazer nada se jogadores são irresponsáveis a ponto de chegar para uma Copa do Mundo pesando 100, 101 quilos. Isso não tem cabimento. Na Alemanha eu tive nas mãos um time sem comprometimento, sem ambição, jogadores enriquecidos, não se preocupando de verdade com a competição. Atletas que não perceberam ou que esqueceram o que significa ganhar a Copa. Um time de barriga cheia. Cansado de conquistas. Se a legislação da Fifa permitisse, eu teria até tirado alguns deles do grupo... Não quero falar nomes. Todos sabem muito bem quem estava acima do peso. E o que essas pessoas fizeram para a seleção brasileira no mundial. O ser humano precisa sempre de desafio. Ter o bolso cheio, falta de vontade de conquistar é fatal. Principalmente no futebol. Não foi só o Brasil que ficou decepcionado com algumas pessoas, eu também." Durante a entrevista, o entrevistador cita "farra. Com torcida, mulatas, escolas de samba nas arquibancadas", "aquela arquibancada lotada, mulher invadindo o campo para abraçar o Ronaldinho Gaúcho", entre outros fatos ocorridos na concentração da seleção brasileira, fatos que foram confirmados por Parreira na entrevista.

## África do Sul2010
A Seleção Brasileira, tendo como técnico aquele que dentro de campo fora o capitão do tetracampeonato de 1994: Dunga. Vencera todas as competições que disputou entre as Copas de 2006 e 2010: a Copa das Confederações, a Copa América e as Eliminatórias da Copa. Na Copa de 2010, ficou em 1º lugar de seu grupo, vencendo duas partidas (Coreia do Norte e Costa do Marfim) e empatando uma, contra Portugal - esta última, uma partida disputada em claro "ritmo de amistoso", pois o empate classificava ambas as equipes. O Brasil derrotou o Chile nas oitavas por 3–0, e nas quartas, contra os Países Baixos, saiu vencendo por 1–0 no primeiro tempo, mas cedeu e sofreu a virada por 2–1, sendo eliminado automaticamente.

## Brasil2014
Disputando o título em casa, o Brasil ficou em primeiro lugar no seu grupo, vencendo a Croácia por 3–1 e Camarões por 4–1 e empatando com o México em 0–0, venceu o Chile nos pênaltis nas oitavas de final, venceu a Colômbia por 2–1 nas quartas de final, e foi derrotado pela Alemanha por 7–1 na semifinal, numa partida que posteriormente ficou conhecida como Mineiraço. E na disputa pela terceira colocação, perdeu para os Países Baixos por 3–0, e acabou ficando com o quarto lugar na competição.
Sede da Copa anteriormente em 1950, o Brasil se tornou em 2014 o quinto país a sediar a Copa do Mundo mais de uma vez, após Itália (1934 e 1990), França (1938 e 1998), México (1970 e 1986) e Alemanha (1974 e 2006). Não tendo o Brasil vencido a Copa de 2014, o Brasil e o México continuam sendo os 2 únicos países que jamais venceram a Copa "em casa" mesmo tendo sediando-a duas vezes, enquanto o Brasil e a Espanha continuam sendo as únicas entre as seleções campeãs mundiais que jamais venceram um dos seus títulos em casa.

## Rússia2018
Na Copa de 2018, realizada na Rússia, a seleção comandada por Tite terminou a fase de grupos em primeiro lugar no grupo E, empatando em 1–1 com a Suíça e vencendo Costa Rica e Sérvia (ambas por 2–0), passando para a segunda fase de forma invicta. Eliminou o México por 2–0 nas oitavas de final e perdeu para a Bélgica por 2–1, nas quartas de final.

## Qatar2022
Na Copa de 2022, realizada no Qatar, oriente médio, a seleção comandada por Tite terminou a fase de grupos em primeiro lugar no grupo G, venceu a Sérvia na estréia por 2 - 0, com dois gols de Richarlison, venceu a Suíça por 1-0 com gol de Casemiro, mas perdeu para Camarões no último jogo da fases de grupos por 1-0, com gol de Aboubakar, nas oitavas goleando a Coreia do Sul, por 4 -1, mas acabou perdendo para a Croácia nas quartas de final, empatando o jogo na prorrogação por 1-1, e sendo derrotado nos pênaltis por 4-2.

## Desempenho
| Desempenho na Copa do Mundo | Desempenho na Copa do Mundo | Desempenho na Copa do Mundo | Desempenho na Copa do Mundo | Desempenho na Copa do Mundo | Desempenho na Copa do Mundo | Desempenho na Copa do Mundo | Desempenho na Copa do Mundo | Desempenho na Copa do Mundo |
| Total: 5 títulos            | Total: 5 títulos            | Total: 5 títulos            | Total: 5 títulos            | Total: 5 títulos            | Total: 5 títulos            | Total: 5 títulos            | Total: 5 títulos            | Total: 5 títulos            |
| Ano                         | Fase                        | Posição                     | J                           | V                           | E[i]                        | D                           | GP                          | GC                          |
| --------------------------- | --------------------------- | --------------------------- | --------------------------- | --------------------------- | --------------------------- | --------------------------- | --------------------------- | --------------------------- |
| 1930                        | 1ª fase                     | 6/13                        | 2                           | 1                           | 0                           | 1                           | 5                           | 2                           |
| 1934                        | Oitavas de final            | 14/16                       | 1                           | 0                           | 0                           | 1                           | 1                           | 3                           |
| 1938                        | Terceiro lugar              | 3/15                        | 5                           | 3                           | 1                           | 1                           | 14                          | 11                          |
| 1950                        | Vice-campeão[ii]            | 2/13                        | 6                           | 4                           | 1                           | 1                           | 22                          | 6                           |
| 1954                        | Quartas de final            | 5/16                        | 3                           | 1                           | 1                           | 1                           | 8                           | 5                           |
| 1958                        | Campeão                     | 1/16                        | 6                           | 5                           | 1                           | 0                           | 16                          | 4                           |
| 1962                        | Campeão                     | 1/16                        | 6                           | 5                           | 1                           | 0                           | 14                          | 5                           |
| 1966                        | 1ª fase                     | 11/16                       | 3                           | 1                           | 0                           | 2                           | 4                           | 6                           |
| 1970                        | Campeão                     | 1/16                        | 6                           | 6                           | 0                           | 0                           | 19                          | 7                           |
| 1974                        | Quarto Lugar                | 4/16                        | 7                           | 3                           | 2                           | 2                           | 6                           | 4                           |
| 1978                        | Terceiro lugar              | 3/16                        | 7                           | 4                           | 3                           | 0                           | 10                          | 3                           |
| 1982                        | 2ª fase                     | 5/24                        | 5                           | 4                           | 0                           | 1                           | 15                          | 6                           |
| 1986                        | Quartas de final            | 5/24                        | 5                           | 4                           | 1                           | 0                           | 10                          | 1                           |
| 1990                        | Oitavas de final            | 9/24                        | 4                           | 3                           | 0                           | 1                           | 4                           | 2                           |
| 1994                        | Campeão                     | 1/24                        | 7                           | 5                           | 2                           | 0                           | 11                          | 3                           |
| 1998                        | Vice-campeão                | 2/32                        | 7                           | 4                           | 1                           | 2                           | 14                          | 10                          |
| 2002                        | Campeão                     | 1/32                        | 7                           | 7                           | 0                           | 0                           | 18                          | 4                           |
| 2006                        | Quartas de final            | 5/32                        | 5                           | 4                           | 0                           | 1                           | 10                          | 2                           |
| 2010                        | Quartas de final            | 6/32                        | 5                           | 3                           | 1                           | 1                           | 9                           | 4                           |
| 2014                        | Quarto lugar                | 4/32                        | 7                           | 3                           | 2                           | 2                           | 11                          | 14                          |
| 2018                        | Quartas de final            | 6/32                        | 5                           | 3                           | 1                           | 1                           | 8                           | 3                           |
| 2022                        | Quartas de final            | 7/32                        | 5                           | 3                           | 1                           | 1                           | 8                           | 3                           |
| 2026                        | A definir                   |                             |                             |                             |                             |                             |                             |                             |
| Total                       | 22/22                       | 5 títulos                   | 109                         | 73                          | 18                          | 18                          | 237                         | 108                         |

### Lista de Artilheiros
| #   | Jogador           | Naturalidade        | Posição        | Gols | Edição(ões) em que atuou                                  |
| --- | ----------------- | ------------------- | -------------- | ---- | --------------------------------------------------------- |
| 1º  | Ronaldo           | Itaguaí, RJ         | Atacante       | 15   | Copas do Mundo de 1998 (4), 2002 (8) e 2006 (3)           |
| 2º  | Pelé              | Três Corações, MG   | Meia-atacante  | 12   | Copas do Mundo de 1958 (6), 1962 (1), 1966 (1) e 1970 (4) |
| 3º  | Vavá              | Recife, PE          | Atacante       | 9    | Copas do Mundo de 1958 (5) e 1962 (4)                     |
| 3º  | Jairzinho         | Rio de Janeiro, RJ  | Atacante       | 9    | Copas do Mundo de 1966 (0), 1970 (7) e 1974 (2)           |
| 3º  | Ademir de Menezes | Recife, PE          | Atacante       | 9    | Copa do Mundo de 1950 (9)                                 |
| 6º  | Rivaldo           | Recife, PE          | Meia           | 8    | Copas do Mundo de 1998 (3) e 2002 (5)                     |
| 6º  | Leônidas da Silva | Rio de Janeiro, RJ  | Atacante       | 8    | Copas do Mundo de 1934 (1) e 1938 (7)                     |
| 6º  | Neymar            | Mogi das Cruzes, SP | Ponta-esquerda | 8    | Copas do Mundo de 2014 (4), 2018 (2) e 2022 (2)           |
| 8º  | Careca            | Araraquara, SP      | Atacante       | 7    | Copas do Mundo de 1986 (5) e 1990 (2)                     |
| 9º  | Bebeto            | Salvador, BA        | Atacante       | 6    | Copas do Mundo de 1990 (0), 1994 (3) e 1998 (3)           |
| 9º  | Rivellino         | São Paulo, SP       | Meia           | 6    | Copas do Mundo de 1970 (3), 1974 (3) e 1978 (0)           |
| 12º | Garrincha         | Magé, RJ            | Ponta-direita  | 5    | Copas do Mundo de 1958 (0), 1962 (4) e 1966 (1)           |
| 12º | Romário           | Rio de Janeiro, RJ  | Atacante       | 5    | Copas do Mundo de 1990 (0) e 1994 (5)                     |
| 12º | Zico              | Rio de Janeiro, RJ  | Meia           | 5    | Copas do Mundo de 1978 (1), 1982 (4) e 1986 (0)           |

     Tricampeão Mundial
     Bicampeão Mundial

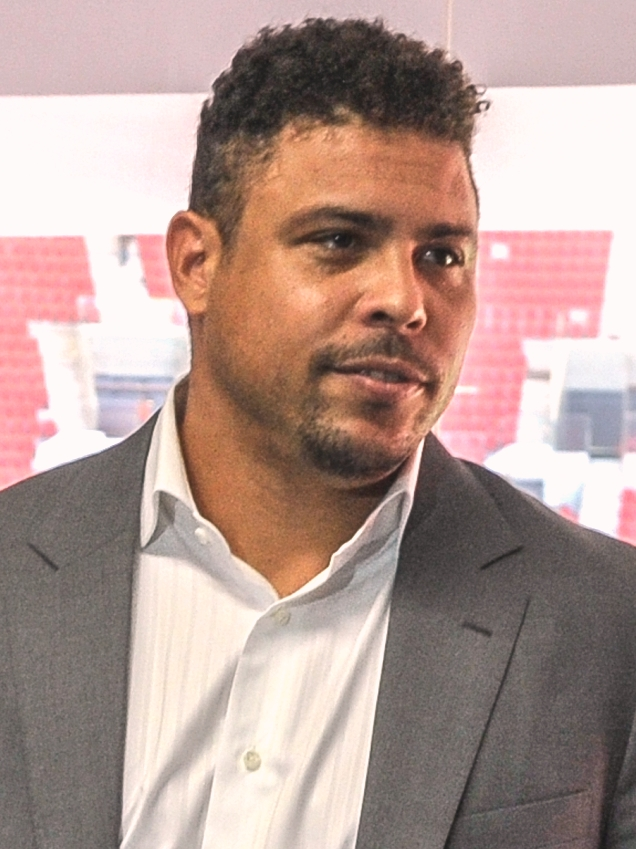
Ronaldo, o maior artilheiro do Brasil em Copas do Mundo com quinze gols, cinco deles com participação de Rivaldo.

     Campeão e Vice-campeão Mundial
     Campeão Mundial
     Vice-campeão Mundial

## Lista de pênaltis

### Pênaltis desperdiçados
1934
Aos 25 minutos do segundo tempo, Waldemar de Brito foi o primeiro jogador brasileiro a perder um pênalti. Sua cobrança foi defendida pelo goleiro espanhol Zamora. A Espanha derrotou o Brasil por 3 a 1.
1938
Brasil e Suécia disputavam o terceiro lugar no campeonato. O jogo estava em 2 a 0 para o Brasil quando o ponta Patesko chutou um pênalti para fora. Mesmo assim, o time verde-amarelo saiu vitorioso por 4 a 2.
1986
O mais famoso pênalti desperdiçado pela Seleção Brasileira aconteceu em 1986. Branco sofreu um pênalti do goleiro francês aos 28 minutos do segundo tempo. Quem cobrou foi Zico, mas o goleiro Bats defendeu. A prorrogação terminou em 1 a 1 e foi para a disputa dos pênaltis. O Brasil acabou saindo da Copa do México após Sócrates e Júlio César perderem seus chutes.
1994
No jogo decisivo contra a Itália, Márcio Santos teve seu pênalti defendido pelo goleiro Pagliuca. Mas o tetra foi garantido quando o Brasil venceu a Itália, na cobrança dos penais, por 3 a 2.
2014
Na disputa de pênaltis contra o Chile, Willian (para fora) e Hulk (defesa do goleiro Bravo) desperdiçaram suas cobranças. O Brasil venceu por 3x2 e avançou as quartas de finais.
2022
Na disputa de pênaltis contra a Croácia, no jogo onde o Brasil foi eliminado pelos croatas, Rodrygo (defesa do goleiro Livaković) desperdiçou a tentativa de abrir o placar para o Brasil. Após Casemiro e Pedro acertarem o gol, Marquinhos fez a bola bater na trave direita do goleiro croata. Após isso, a Croácia eliminou o Brasil pela primeira vez na história das Copas.

### Pênaltis perdidos contra o Brasil
1930
Na Copa do Uruguai, o Brasil estava empatado com a Bolívia em 0 a 0. Até que o goleiro Velloso defendeu um pênalti cobrado pelo meio-campista Sáenz. O jogo terminou 4 a 0 para o Brasil.
1986
Brasil e França decidiam o jogo nos pênaltis quando o francês Platini chutou alto e desperdiçou sua cobrança. Mesmo assim, a França saiu vitoriosa do gramado: 4 a 3.
1994
Final da Copa entre Brasil e Itália. A partida seria decidida pela cobrança alternada de pênaltis. Os jogadores Baresi e Baggio chutaram pra fora e o goleiro brasileiro Taffarel defendeu o chute de Massaro. Resultado: 3 a 2 para o Brasil e o quarto título mundial para a Seleção Brasileira.
1998
Semifinal, Brasil contra Holanda. A partida terminou 1 a 1 no tempo regulamentar. Nos pênaltis, os quatro cobradores brasileiros — Ronaldo, Rivaldo, Emerson e Dunga — converteram. Do lado adversário, o terceiro e o quarto, Cocu e Ronald de Boer, pararam nas mãos de Taffarel. O Brasil se classificou para a final contra os franceses, donos da casa.
2014
Disputa de pênaltis contra o Chile, em partida válida pelas oitavas de final. Os chilenos Pinilla (defesa de Júlio César), Alexis Sánchez (defesa de Júlio César) e Jara (na trave) desperdiçaram suas cobranças.

## Árbitros que comandaram os jogos da Seleção Brasileira
| 2022                | 2022                       | 2022                  |
| ------------------- | -------------------------- | --------------------- |
| Alireza Faghani     | Brasil x Sérvia            | Fase de Grupos        |
| Iván Barton         | Brasil x Suíça             | Fase de Grupos        |
| Ismail Elfath       | Camarões x Brasil          | Fase de Grupos        |
| Clément Turpin      | Brasil x Coréia do Sul     | Oitavas de Final      |
| Michael Oliver      | Croácia x Brasil           | Quartas de Final      |
| 2018                |                            |                       |
| César Ramos         | Brasil x Suíça             | Fase de Grupos        |
| Björn Kuipers       | Brasil x Costa Rica        | Fase de Grupos        |
| Alireza Faghani     | Sérvia x Brasil            | Fase de Grupos        |
| Gianluca Rocchi     | Brasil x México            | Oitavas de Final      |
| Milorad Mažić       | Brasil x Bélgica           | Quartas de Final      |
| 2014                |                            |                       |
| Yuichi Nishimura    | Brasil x Croácia           | Fase de Grupos        |
| Cüneyt Çakır        | Brasil x México            | Fase de Grupos        |
| Jonas Eriksson      | Camarões x Brasil          | Fase de Grupos        |
| Howard Webb         | Brasil x Chile             | Oitavas de Final      |
| Carlos Carballo     | Brasil x Colômbia          | Quartas de Final      |
| Marco Rodriguez     | Brasil x Alemanha          | Semifinal             |
| Djamel Haimoudi     | Brasil x Países Baixos     | Decisão 3º lugar      |
| 2010                |                            |                       |
| Viktor Kassai       | Brasil x Coréia do Norte   | Fase de Grupos        |
| Stéphane Lannoy     | Brasil x Nigéria           | Fase de Grupos        |
| Benito Archundia    | Portugal x Brasil          | Fase de Grupos        |
| Howard Webb         | Brasil x Chile             | Oitavas de Final      |
| Yuichi Nishimura    | Países Baixos x Brasil     | Quartas de Final      |
| 2006                |                            |                       |
| Benito Archundia    | Brasil x Croácia           | Fase de Grupos        |
| Markus Merck        | Brasil x Australia         | Fase de Grupos        |
| Eric Poulat         | Japão x Brasil             | Fase de Grupos        |
| Ľuboš Micheľ        | Brasil x Gana              | Oitavas de Final      |
| Luís Cantalejo      | Brasil x França            | Quartas de Final      |
| 2002                |                            |                       |
| Kim Young-Joo       | Brasil x Turquia           | Fase de Grupos        |
| Anders Frisk        | Brasil x China             | Fase de Grupos        |
| Gamal Al-Ghandou    | Costa Rica x Brasil        | Fase de Grupos        |
| Peter Prendergast   | Brasil x Bélgica           | Oitavas de Final      |
| Felipe Rizo         | Brasil x Inglaterra        | Quartas de Final      |
| Kim Nielsen         | Brasil x Turquia           | Semifinal             |
| Pierluigi Collina   | Brasil x Alemanha          | FINAL                 |
| 1998                |                            |                       |
| José Aranda         | Brasil x Escócia           | Fase de Grupos        |
| Nikolai Levnikov    | Brasil x Marrocos          | Fase de Grupos        |
| Esfandiar Baharmast | Brasil x Nigéria           | Fase de Grupos        |
| Marc Batta          | Brasil x Chile             | Oitavas de Final      |
| Gamal Al-Ghandou    | Brasil x Dinamarca         | Quartas de Final      |
| Ali Bujsaim         | Brasil x Países Baixos     | Semifinal             |
| Said Belqola        | França x Brasil            | FINAL                 |
| 1994                |                            |                       |
| Lim Kee Chong       | Brasil x Rússia            | Fase de Grupos        |
| Arturo Carter       | Brasil x Camarões          | Fase de Grupos        |
| Sándor Puhl         | Brasil x Suécia            | Fase de Grupos        |
| Joël Quiniou        | Brasil x Estados Unidos    | Oitavas de Final      |
| Rodrigo Badilla     | Países Baixos x Brasil     | Quartas de Final      |
| José Cadena         | Suécia x Brasil            | Semifinal             |
| Sándor Puhl         | Brasil x Itália            | FINAL                 |
| 1990                |                            |                       |
| Tullio Lanese       | Brasil x Suécia            | Fase de Grupos        |
| Neji Jouini         | Brasil x Costa Rica        | Fase de Grupos        |
| Helmut Kohl         | Brasil x Escócia           | Fase de Grupos        |
| Joël Quiniou        | Brasil x Argentina         | Oitavas de Final      |
| 1986                |                            |                       |
| Chris Bambridge     | Brasil x Espanha           | Fase de Grupos        |
| Rómulo Méndez       | Brasil x Argélia           | Fase de Grupos        |
| Siegfried Kirschen  | Brasil x Irlanda do Norte  | Fase de Grupos        |
| Volker Roth         | Brasil x Polonia           | Oitavas de Final      |
| Ioan Igna           | Brasil x França            | Quartas de Final      |
| 1982                |                            |                       |
| Augusto Castillo    | Brasil x União Soviética   | Primeira Fase         |
| Luís Siles          | Brasil x Escócia           | Primeira Fase         |
| Damir Matovinović   | Brasil x Nova Zelândia     | Primeira Fase         |
| Mário Vasquez       | Argentina x Brasil         | Segunda Fase          |
| Abraham Klein       | Brasil x Itália            | Segunda Fase          |
| 1978                |                            |                       |
| Clive Thomas        | Brasil x Suécia            | Primeira Fase         |
| Sergio Gonella      | Brasil x Espanha           | Primeira Fase         |
| Robert Wurtz        | Brasil x Áustria           | Primeira Fase         |
| Nicolae Rainea      | Brasil x Peru              | Segunda Fase          |
| Abraham Klein       | Argentina x Brasil         | Segunda Fase          |
| 1974                |                            |                       |
| Rudolf Scheurer     | Brasil x Iugoslávia        | Primeira Fase         |
| Arie van Gemert     | Brasil x Escócia           | Primeira Fase         |
| Nicolae Rainea      | Zaire x Brasil             | Primeira Fase         |
| Clive Thomas        | Brasil x Alemanha Oriental | Segunda Fase          |
| Vital Loraux        | Argentina x Brasil         | Segunda Fase          |
| Kurt Tschenscher    | Países Baixos x Holanda    | Segunda Fase          |
| Aurelio Angonese    | Brasil x Polônia           | Disputa pelo 3º lugar |
| 1970                |                            |                       |
| Ramón Barreto       | Brasil x Tchecoslováquia   | Fase de Grupos        |
| Abraham Klein       | Brasil x Inglaterra        | Fase de Grupos        |
| Ferdinand Marschall | Brasil x Romênia           | Fase de Grupos        |
| Vital Loraux        | Brasil x Peru              | Quartas de Final      |
| José María Ortiz    | Uruguai x Brasil           | Semifinal             |
| Rudi Glöckner       | Brasil x Itália            | FINAL                 |
| 1966                |                            |                       |
| Kurt Tschenscher    | Brasil x Bulgária          | Fase de Grupos        |
| Ken Dagnall         | Hungria x Brasil           | Fase de Grupos        |
| George McCabe       | Portugal x Brasil          | Fase de Grupos        |
| 1962                |                            |                       |
| Gottfried Dienst    | Brasil x México            | Fase de Grupos        |
| Pierre Schwinte     | Brasil x Tchecoslováquia   | Fase de Grupos        |
| Sergio Bustamante   | Brasil x Espanha           | Fase de Grupos        |
| Pierre Schwinte     | Brasil x Inglaterra        | Quartas de Final      |
| Arturo Yamassaki    | Brasil x Chile             | Semifinal             |
| Nikolay Latyshev    | Brasil x Tchecoslováquia   | FINAL                 |
| 1958                |                            |                       |
| Maurice Guigue      | Brasil x Áustria           | Fase de Grupos        |
| Albert Dusch (ALE)  | Brasil x Inglaterra        | Fase de Grupos        |
| Maurice Guigue      | Brasil x União Soviética   | Fase de Grupos        |
| Fritz Seipelt       | Brasil x País de Gales     | Quartas de Final      |
| Benjamin Griffiths  | Brasil x França            | Semifinal             |
| Maurice Guigue      | Brasil x Suécia            | FINAL                 |
| 1954                |                            |                       |
| Raymon Wyssling     | Brasil x México            | Fase de Grupos        |
| Charlie Faultless   | Brasil x Iugoslávia        | Fase de Grupos        |
| Arthur Ellis        | Brasil x União Soviética   | Quartas de Final      |
| 1950                |                            |                       |
| George Reader       | Brasil x México            | Fase de Grupos        |
| Ramón Roma Azon     | Brasil x Suíça             | Fase de Grupos        |
| Sandy Griffiths     | Brasil x Iugoslávia        | Fase de Grupos        |
| Arthur Ellis        | Brasil x Suécia            | Quadrangular Final    |
| Reginald Leafe      | Brasil x Espanha           | Quadrangular Final    |
| George Reader       | Uruguai x Brasil           | Quadrangular Final    |
| 1938                |                            |                       |
| Ivan Eklind         | Brasil x Polônia           | Oitavas de Final      |
| Pal von Hertzka     | Brasil x Tchecoslováquia   | Quartas de Final      |
| Georges Capdeville  | Brasil x Tchecoslováquia   | Jogo desempate        |
| 1934                |                            |                       |
| Alfred Birlem       | Espanha x Brasil           | Oitavas de Final      |
| 1930                |                            |                       |
| Aníbal Tejada       | Brasil x Iugóslavia        | Fase de Grupos        |
| Thomas Balvay       | Brasil x Bolivia           | Fase de Grupos        |